# Planungsstab des Bundesministers der Verteidigung
Der Planungsstab des Bundesministers der Verteidigung (PlStab) war für die Unterstützung der Leitung bei der langfristigen militärstrategischen und verteidigungspolitischen Grundlagenplanung durch Erarbeitung von Denkmodellen und Analysen zuständig. Er wurde am 19. September 1968 gebildet und nahm am 16. Mai 1969 seine Arbeit auf. Im Rahmen der Neuausrichtung der Bundeswehr wurde der Planungsstab zum 1. April 2012 aufgelöst. Der Stab hatte rund 30 Mitarbeiter und war dem Minister direkt unterstellt. Er wurde von einem Generalleutnant, Vizeadmiral, Ministerialdirektor oder einem angestellten Zivilbediensteten gleicher Besoldungshöhe geführt.

## Geschichte und Aufgaben
Der Planungsstab gehörte zu den Leitungsstäben des Bundesministeriums der Verteidigung (BMVg) und unterstützte den Bundesminister in der Wahrnehmung seiner Aufgaben unmittelbar. Er beriet zu allen Entscheidungsvorschlägen der militärischen und zivilen Abteilungen des BMVg, begleitete die Umsetzung der Entscheidungen des Ministers und setzte seine politischen Vorgaben in Konzeptionen, Reden und Artikel um.
Der Planungsstab erstellte nach den Vorgaben des Ministers Reden, Artikel und Grundsatzdokumente wie das Weißbuch oder die Verteidigungspolitischen Richtlinien. Zudem hatte er in grundlegenden sicherheitspolitischen und militärstrategischen Fragen eine beratende Funktion und erarbeitet Analysen, Modellüberlegungen und Konzeptionen zu ausgewählten Fragestellungen und prüfte Vorlagen aus dem Haus an die Leitung des Ministeriums.
Im Rahmen der Neuausrichtung der Bundeswehr wurde der Planungsstab zum 1. April 2012 aufgelöst und ist in der neuen Abteilung Politik des BMVg aufgegangen, deren Leitung der bisherige Leiter des Planungsstabs, Ulrich Schlie, übernahm.

## Aufbau
Um diese Aufgaben zu erfüllen, war der Planungsstab in neun Arbeitsbereiche gegliedert, die – außer der Bearbeitung von Einzelpersonal- und truppendienstliche Angelegenheiten – alle in den Abteilungen und Stäben des Bundesministeriums der Verteidigung abgebildeten Aufgabenbereiche widerspiegelten:
- Arbeitsbereich 1: Zentrale Aufgaben, Reden und Artikel Minister, Öffentlichkeitsarbeit
- Arbeitsbereich 2: Transatlantische Sicherheitspolitik und NATO
- Arbeitsbereich 3: Europäische Sicherheitspolitik, Einsätze der Bundeswehr in Europa und in Afrika
- Arbeitsbereich 4: Einsätze der Bundeswehr außerhalb Europas und Afrikas, Internationale Lage, Krisen und Konflikte, Vereinte Nationen,
- Arbeitsbereich 5: Personal, Innere Führung und Ausbildung
- Arbeitsbereich 6: Rüstung, Logistik
- Arbeitsbereich 7: Haushalt, Soziales, Recht und Wehrverwaltung
- Arbeitsbereich 8: Konzeption, Bundeswehrplanung, Organisation, Controlling und Wirtschaftlichkeit
- Arbeitsbereich 9: OSZE, Rüstungskontrolle und Nichtverbreitungspolitik, Internationaler Terrorismus, Sicherheitspolitik, Studien und Zusammenarbeit mit Instituten

## Leiter
| Nr. | Name                                  | Beginn der Berufung | Ende der Berufung | unter Minister                                                                   |
| --- | ------------------------------------- | ------------------- | ----------------- | -------------------------------------------------------------------------------- |
| 1   | Theo Sommer                           | Dezember 1969       | Juni 1970         | Helmut Schmidt (SPD)                                                             |
| 2   | Ministerialdirektor Hans-Georg Wieck  | Juli 1970           | Februar 1974      | Georg Leber (SPD) Helmut Schmidt (SPD)                                           |
| 3   | Vizeadmiral Rolf Steinhaus            | Februar 1974        | Juni 1976         | Georg Leber (SPD)                                                                |
| 4   | Ministerialdirektor Walther Stützle   | November 1976       | Oktober 1982      | Hans Apel (SPD) Georg Leber (SPD)                                                |
| 5   | Ministerialdirektor Hans Rühle        | Oktober 1982        | Dezember 1988     | Manfred Wörner (CDU)                                                             |
| 6   | Generalleutnant Jörg Schönbohm        | Januar 1989         | Oktober 1990      | Gerhard Stoltenberg (CDU)                                                        |
| 7   | Ministerialdirektor Peter Wichert     | Oktober 1990        | April 1991        | Gerhard Stoltenberg (CDU)                                                        |
| 8   | Generalmajor Wolfgang Schade          | Mai 1991            | März 1992         | Gerhard Stoltenberg (CDU)                                                        |
| 9   | Generalleutnant Rolf Hüttel           | April 1992          | August 1992       | Volker Rühe (CDU)                                                                |
| 10  | Vizeadmiral Ulrich Weisser            | September 1992      | Dezember 1998     | Volker Rühe (CDU)                                                                |
| 11  | Generalleutnant Harald Kujat          | Januar 1999         | September 2000    | Rudolf Scharping (SPD)                                                           |
| 12  | Generalleutnant Wolfgang Schneiderhan | Oktober 2000        | Juni 2002         | Rudolf Scharping (SPD)                                                           |
| 13  | Franz H. U. Borkenhagen               | Juli 2002           | November 2005     | Peter Struck (SPD)                                                               |
| 14  | Ministerialdirektor Ulrich Schlie     | November 2005       | 31. März 2012     | Franz Josef Jung (CDU) Karl-Theodor zu Guttenberg (CSU) Thomas de Maizière (CDU) |

## Planungs- und Führungsstab des Bundesministers der Verteidigung
Im Mai 2023 hat Minister Boris Pistorius einen Planungs- und Führungsstab eingerichtet, dessen Aufgaben sich von denen des früheren Planungsstabs grundsätzlich unterscheiden.